# Alte Burg (Elbtal)
Die Alte Burg ist die Ruine einer mittelalterlichen Wasserburg in einem Waldstück bei dem Ortsteil Elbgrund der Gemeinde Elbtal im Landkreis Limburg-Weilburg in Hessen. Sie liegt 200 Meter nordwestlich der späteren Burg Waldmannshausen.

## Anlage
Von der Burg am nördlichen Rand der Gemeinde Elbtal an der Verbindungsstraße nach Frickhofen sind lediglich eine längere Mauer, ein Torbogen und die Stümpfe von zwei Rundtürmen vorhanden. Ursprünglich handelte es sich um eine rechteckig angelegte Wasserburg (etwa 20 auf 25 Meter) mit ehemals vier Rundtürmen, die von einer kreisförmigen Wall- und Grabenanlage (ein ca. 13 bis 15 Meter breiter Wassergraben mit davorliegendem ca. 10 Meter breitem Wall) geschützt war. Ein rechteckiges gotisches Gebäude wird vermutet, ist aber bislang nicht nachgewiesen. Um 1800 wurde die Anlage in Teilen restauriert und umgebaut sowie in Teilen mit Eichen bepflanzt.
Die Ruine ist heute ein Bodendenkmal nach dem Hessischen Denkmalschutzgesetz. Nachforschungen und gezieltes Sammeln von Funden sind genehmigungspflichtig, Zufallsfunde an die Denkmalbehörden zu melden. Gleichzeitig gehört sie zur Gesamtanlage des hessischen Kulturdenkmals Ehem. Burg und Herrensitz Waldmannshausen.

## Geschichte
Die nördlich der Landstraße nach Frickhofen gelegene Burgruine war der Stammsitz des Niederadelsgeschlechts der Walpot von Waldmannshausen, das auch überregional bedeutende Positionen innehatte. 1486 ließ Thebes von Waldmannshausen die „Neue Burg“ als Herrensitz südöstlich der alten Anlage errichten.